# Direzione centrale dei servizi elettorali
La Direzione centrale dei servizi elettorali è una struttura del Dipartimento per gli affari interni e territoriali del Ministero dell'interno.
È diretta dal prefetto Caterina Amato.

## Storia
La Direzione nasce con decreto del presidente della Repubblica numero 398 del 6 novembre 2001.

## Funzioni
Ha il compito di coordinare e gestire la preparazione e l'organizzazione dello svolgimento delle consultazioni elettorali e referendarie (es.: stampa e distribuzione del materiale elettorale, ordinamento dei collegi elettorali) quali le elezioni politiche, europee, regionali (in assenza di normativa regionale), provinciali e comunali (nelle regioni a statuto ordinario), nonché i referendum abrogativi, costituzionali e per distacco territoriale.
Disciplina anche le modalità di svolgimento della propaganda elettorale (convocazione dei comizi, candidature) e della consultazione stessa, emanando direttive circa l'orario di votazione, la normativa regolatoria delle operazioni di voto, la nomina degli scrutatori, l'ammissione al seggio di rappresentanti delle liste e degli elettori, la tempistica e la regolarità dello scrutinio, la trasmissione al Ministero dell'Interno dei relativi dati.
Presso i suoi uffici vengono depositati i simboli dei partiti che prenderanno parte alla consultazione elettorale: successivamente ha il compito di valutare la congruità di immagini e nomi dei simboli stessi.
Cura anche la compilazione dell'elenco degli italiani aventi diritto di voto residenti all'estero.
Grazie all'Ufficio III - Servizi informatici elettorali, in occasione di qualsiasi consultazione, pubblica in tempo reale i dati relativi alle operazioni di spoglio elettorale.
Inoltre, gestisce anche l'archivio storico-statistico e l'anagrafe degli eletti a cariche locali e regionali costituita dai loro dati anagrafici, lista o gruppo di appartenenza o di collegamento, titolo di studio e professione esercitata. Viene sistematicamente aggiornata, a seguito di ogni consultazione elettorale inserendo i nominativi di sindaci, presidenti di regione e di provincia neo eletti: riceve anche dagli uffici territoriali di Governo tutti gli elementi relativi ad assessori e consiglieri e a tutte le variazioni che intervengono in corso di mandato.

## Organizzazione
- Ufficio I -  Pianificazione e Affari Generali
- Ufficio II - Consultazioni Elettorali e Referendarie
- Ufficio III - Servizi Informatici Elettorali
- Area I - Attività internazionali e Rete degli uffici elettorali delle prefetture-UTG
- Area II - Legislazione elettorale
- Area III - Consulenza giuridica
- Area IV - Contabilità elettorale e contratti
- Servizio I - Logistica elettorale
- Servizio II - Contenzioso elettorale